# Politique des visas de la Serbie
 (février 2024).
Les visiteurs en Serbie doivent obtenir un visa auprès de l'une des missions diplomatiques serbes, à moins qu'ils ne viennent d'un des pays exemptés de visa.
Le gouvernement de la Serbie, sur la base d'accords bilatéraux ou de décisions unilatérales, autorise les citoyens de certains pays et territoires à visiter la Serbie à des fins touristiques ou commerciales sans avoir à obtenir de visa. Les citoyens d'autres pays doivent obtenir un visa auprès de l'ambassade ou du consulat général de la république de Serbie dans le pays de leur résidence principale.
La politique des visas de la Serbie est similaire à la politique des visas de l'espace Schengen. La Serbie accorde l'entrée sans visa à la plupart des nationalités de l'annexe II de Schengen, à l'exception de Brunei, El Salvador, Guatemala, Honduras, Kiribati, Malaisie, Maurice, Îles Marshall, Micronésie, Nicaragua, Panama, Samoa, Sainte-Lucie, Îles Salomon, Timor oriental, Tonga, Taïwan, Tuvalu, Vanuatu et Venezuela. Il accorde également l'entrée sans visa à plusieurs autres pays - Arménie, Azerbaïdjan, Bahreïn, Biélorussie, Bolivie, Chine, Cuba, Indonésie, Jamaïque, Kazakhstan, Koweït, Kirghizistan, Mongolie, Oman, Qatar, Russie, Suriname et Turquie.

## Carte de la politique des visas

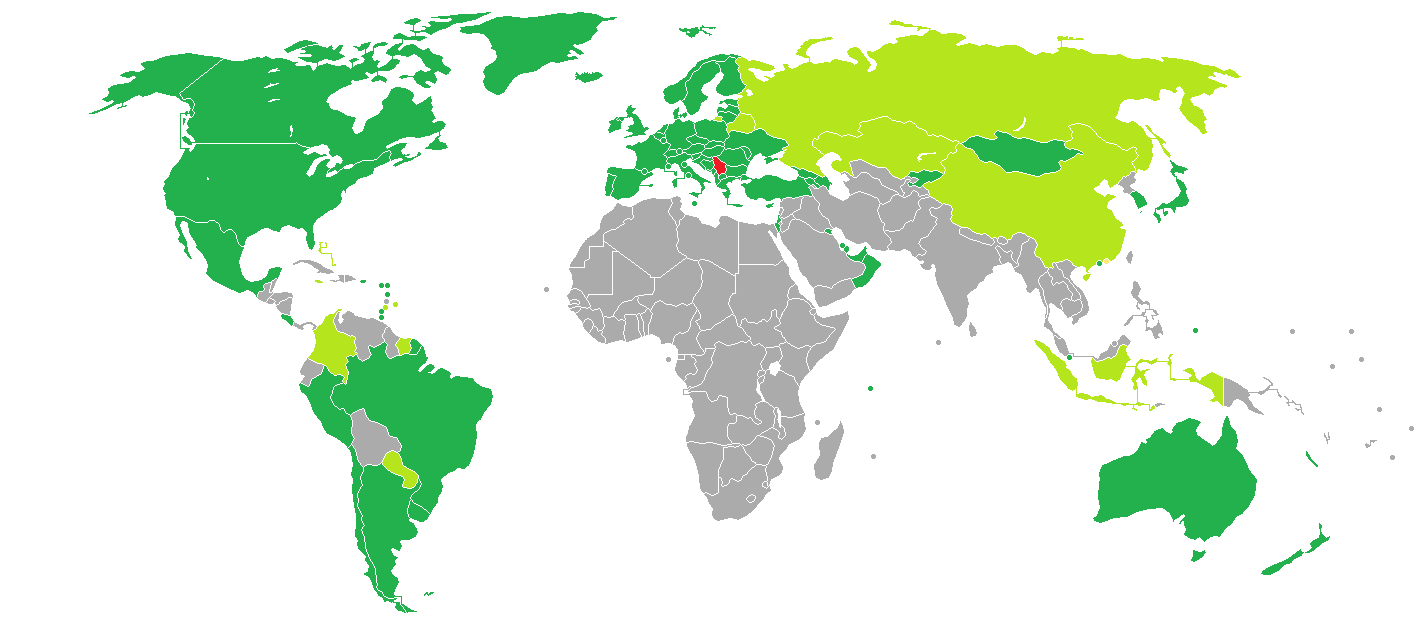
Politique des visas de la Serbie

## Accès sans visa
Les citoyens et les titulaires de passeports ordinaires des 91 pays et territoires suivants peuvent entrer et séjourner en Serbie sans visa,:
| - EU All European Union citizens \| - Albania[3 2] - Andorra - Antigua and Barbuda - Argentina - Armenia - Australia - Azerbaijan - Bahrain - Bosnia and Herzegovina[3 3] - Brazil - Canada - Chile - Costa Rica - Cuba - Dominica - Georgia - Grenada \| - Iceland - Israel - Japan - Kuwait - Kyrgyzstan - Kosovo[3 4] - Liechtenstein - Macau - Mexico - Moldova - Monaco - Mongolia - Montenegro[3 5] - New Zealand - North Macedonia[3 6] - Norway[3 7] - Oman \| - Palau - Peru - Qatar - Saint Kitts and Nevis - San Marino - Seychelles - Singapore - South Korea - Switzerland[3 8] - Trinidad and Tobago - Turkey[3 9] - Ukraine - United Arab Emirates - United Kingdom [2 1] [3 10] - United States - Uruguay - Vatican City \| \| | | |  |
| - Albania - Andorra - Antigua and Barbuda - Argentina - Armenia - Australia - Azerbaijan - Bahrain - Bosnia and Herzegovina - Brazil - Canada - Chile - Costa Rica - Cuba - Dominica - Georgia - Grenada | - Iceland - Israel - Japan - Kuwait - Kyrgyzstan - Kosovo - Liechtenstein - Macau - Mexico - Moldova - Monaco - Mongolia - Montenegro - New Zealand - North Macedonia - Norway - Oman | - Palau - Peru - Qatar - Saint Kitts and Nevis - San Marino - Seychelles - Singapore - South Korea - Switzerland - Trinidad and Tobago - Turkey - Ukraine - United Arab Emirates - United Kingdom - United States - Uruguay - Vatican City |  |

| - Albania - Andorra - Antigua and Barbuda - Argentina - Armenia - Australia - Azerbaijan - Bahrain - Bosnia and Herzegovina - Brazil - Canada - Chile - Costa Rica - Cuba - Dominica - Georgia - Grenada | - Iceland - Israel - Japan - Kuwait - Kyrgyzstan - Kosovo - Liechtenstein - Macau - Mexico - Moldova - Monaco - Mongolia - Montenegro - New Zealand - North Macedonia - Norway - Oman | - Palau - Peru - Qatar - Saint Kitts and Nevis - San Marino - Seychelles - Singapore - South Korea - Switzerland - Trinidad and Tobago - Turkey - Ukraine - United Arab Emirates - United Kingdom - United States - Uruguay - Vatican City |  |

| - Belarus - China - Kazakhstan | - Russia - Suriname |  |

| - Bahamas - Barbados - Colombia - Indonesia | - Jamaica - Paraguay - Saint Vincent and the Grenadines |  |

| - Hong Kong |

Remarques
1. RP. ↑  For longer stays a residence permit application must be made through the Ministry of Interior.
2. UK. ↑  Including all classes of British nationality.
3. ID. ↑  May enter on a national ID card for a stay of up to 90 days within 180 days.
4. PA. ↑  90 days within a six-month period for holders of passports endorsed for public affairs.
5. BA. ↑  Maximum stay is calculated within any 180 days unless stipulated otherwise by a bilateral agreement.

| Date of visa changes |
| --- |
| Dates of into force of bilateral visa waiver agreement/unilateral decision or ratification by Serbia (marked *) - Citizens of Bosnia and Herzegovina and Montenegro never required visas for Serbia - Unknown: Mexico - April 1966*: Tunisia - August 1966:* Cuba - October 1971:* Costa Rica - May 1973:* Chile - October 1985:* Bolivia - February 1987:* Seychelles - November 1989:* Argentina - March 1998:* North Macedonia - December 1999:* Belarus - May 2003:* Germany, France, Italy, Netherlands, Belgium, Luxembourg, United Kingdom, Ireland, Spain, Portugal, Greece, Denmark, Sweden, Finland, Austria, Switzerland, Norway, Iceland, Monaco, Liechtenstein, Vatican, Andorra, San Marino, Israel, Cyprus, Malta, Czech Republic, Poland, Slovenia, Lithuania, Latvia, Estonia, Croatia, United States, Canada, Singapore, South Korea, Australia and New Zealand (unilateral) - 30 June 2007: Romania (unilateral) - 8 March 2008: Russia (unilateral) - December 2009:* Israel - October 2010:* Brazil, Turkey - December 2010:* Kazakhstan - 1 May 2011: Japan - October 2011:* Albania (resumed), Ukraine, Uruguay - 3 November 2011: Hong Kong - January 2013:* Macao SAR - 10 August 2013: United Arab Emirates (unilateral) - 17 July 2014: Mongolia - 30 June 2015: Bahrain, Kuwait, Oman and Qatar (unilateral) - 6 August 2015: Moldova, - 15 January 2017: China, - 20 May 2017: Peru, (unilateral) - 2 September 2017: India, and Iran (unilateral) - 14 October 2017: Indonesia (unilateral) - 19 December 2017: Guinea-Bissau (unilateral) - 5 January 2018: Suriname (unilateral) - 15 February 2018: Bahamas, Barbados, Jamaica, Saint Vincent and the Grenadines, Paraguay, Colombia (unilateral) - 9 March 2018: Georgia - 2 June 2018: Azerbaijan and Burundi (unilateral) - 3 November 2018: Antigua and Barbuda, Dominica, Grenada, Trinidad and Tobago (unilateral) - 8 November 2018: Kyrgyzstan - 26 January 2019: Palau and Saint Kitts and Nevis (unilateral) - 16 September 2019: Suriname (bilateral) - 2 November 2019: Armenia (unilateral) Cancelled: - Bangladesh:* May 1978 - N/A - Botswana:* January 1985 - January 2003 - Iraq:* June 1972 - January 2003 - Niger:* N/A - January 2003 - Pakistan:* November 1970 - N/A - Iran:* December 1970 - N/A - India:* March 1971 - N/A (was resumed in 2017) - Zambia:* August 1975 - January 2003 - Zimbabwe:* June 1985 - January 2003 - Malaysia: 1 January 2018 - Iran: 17 October 2018, - Burundi: 20 November 2022 - Tunisia: 20 November 2022 - India: 1 January 2023 - Guinea-Bissau: 1 January 2023 |

### Visas de remplacement
Depuis novembre 2014, les titulaires de visa valides et les résidents des États membres de l'Union européenne et de l'espace Schengen et des États-Unis peuvent entrer en Serbie sans visa pour un séjour maximum de 90 jours sur 180 jours, à condition que le visa reste valable pour toute la durée du séjour.

### La réciprocité
Les citoyens serbes peuvent entrer dans la plupart des pays dont les citoyens bénéficient d'un accès sans visa à la Serbie sans visa, à l'exception d'Antigua-et-Barbuda (octroie un visa électronique), de l'Australie (accorde un visa électronique), des Bahamas, de Bahreïn et de la Bolivie (accorde un visa à l'arrivée), Burundi (accorde un visa à l'arrivée), Canada, Guinée-Bissau (accorde un visa électronique et un visa à l'arrivée), Inde (accorde un visa électronique), Irlande, Jamaïque (accorde un visa à l'arrivée), Koweït (accorde un visa à l'arrivée), Mexique, Nouvelle-Zélande, Palau (accorde un visa à l'arrivée), Paraguay, Royaume-Uni et États-Unis.

### Passeports diplomatiques et officiels
De plus, seuls les titulaires de passeports diplomatiques et officiels des pays suivants n'ont pas besoin de visa pour la Serbie pour des visites jusqu'à 90 jours (sauf indication contraire):
| - Algeria - Cambodia - Ecuador - Egypt (diplomatic only) - Guatemala - Guinea - Iran (30 days) | - Iraq - North Korea - Laos (30 days) - Lebanon - Morocco - Myanmar | - Pakistan (30 days) - Thailand - Venezuela - Vietnam - Modèle:Country data UN Laissez-Passer on duty - Modèle:Country data Sovereign Military Order of Malta |

- Serbia and  Dominican Republic signed an agreement of abolishing visas for diplomatic and service passports on 10th of December 2018[63].
- Serbia and  Paraguay signed an agreement of abolishing visas for diplomatic and service passports on 26th of March 2019[64].
- Serbia and  Nicaragua signed an agreement of abolishing visas for diplomatic and service passports on 29th of March 2019[65].
- Serbia and  Palestine signed an agreement of abolishing visas for diplomatic and service passports on 9th of January 2020[66].
- Serbia and  Saint Lucia signed an agreement of abolishing visas for diplomatic and service passports on 3rd of February 2022[67].
- Serbia and  Equatorial Guinea signed an agreement of abolishing visas for diplomatic and service passports on 10th of February 2022[68].
- Serbia and  Angola signed an agreement of abolishing visas for diplomatic and service passports on 28th of March 2022[69].
- Serbia and  Bangladesh signed an agreement of abolishing visas for diplomatic and service passports on 25th of May 2022[70].
- Serbia and  Sao Tome and Principe signed an agreement of abolishing visas for diplomatic and service passports on 6th of July 2022[71].
- Serbia and  Ghana signed an agreement of abolishing visas for diplomatic and service passports on 8th of July 2022[72].
- Serbia and  Egypt signed an agreement of abolishing visas for diplomatic and service passports on 20th of July 2022[73].
- Serbia and  Gabon signed an agreement of abolishing visas for diplomatic and service passports on 28th of July 2022[74].
- Serbia and  Eswatini signed an agreement of abolishing visas for diplomatic and service passports on 29th of July 2022[75].
- Serbia and  Tajikistan signed an agreement of abolishing visas for diplomatic and service passports on 21st of September 2022[76].
- Serbia and  Senegal signed an agreement of abolishing visas for diplomatic and service passports on 23rd of September 2022[77].
- Serbia and  Togo signed an agreement of abolishing visas for diplomatic and service passports on 16th of January 2023[78],[79].

## Modifications récentes et à venir
En juin 2014, un plan a été annoncé pour signer de nouveaux accords bilatéraux sur la libéralisation des visas avec d'importants partenaires commerciaux. En mai 2015, la liste des pays pour la libéralisation des visas a été annoncée - Qatar, Koweït, Oman, Bahreïn, Venezuela, Panama, Jamaïque, Colombie, Paraguay et Guatemala. La deuxième phase devrait inclure l'Arménie, l'Azerbaïdjan et la Malaisie. En décembre 2016, il a été annoncé que la Serbie prévoyait de supprimer les exigences de visa pour les détenteurs de passeports ordinaires d'Arménie, d'Azerbaïdjan et de Géorgie. En août, octobre et décembre 2017, le gouvernement serbe a unilatéralement supprimé les exigences de visa pour les titulaires de passeports de l'Iran, de l'Inde, de l'Indonésie, de la Guinée-Bissau et du Suriname,,,,. En février 2018, la Serbie a levé l'obligation de visa pour les ressortissants des Bahamas, de la Barbade, de la Colombie, de la Jamaïque, de Saint-Vincent-et-les Grenadines et du Paraguay. Le 9 mars 2018, le gouvernement serbe a supprimé unilatéralement les visas pour les citoyens géorgiens avant la ratification de l'accord bilatéral. Le 2 juin 2018, la Serbie a supprimé unilatéralement les visas pour les citoyens de l'Azerbaïdjan  et du Burundi. En octobre 2018, le gouvernement de Serbie a annulé sa précédente décision sur l'entrée sans visa pour les citoyens iraniens. En janvier 2019, la Serbie a levé l'obligation de visa pour les ressortissants des Palaos et de Saint-Kitts-et-Nevis. En octobre 2019, la Serbie a supprimé les exigences de visa pour les ressortissants arméniens.
Un accord d'exemption de visa a été signé avec Vanuatu en novembre 2019 et n'est pas encore entré en vigueur.
Face à la pression de l'UE due à l'augmentation du nombre de demandeurs d'asile dans les États membres de l'UE en provenance du territoire de la Serbie, ainsi qu'à l'obligation à laquelle la Serbie, en tant que pays candidat, s'est engagée dans les négociations avec l'UE, de s'aligner ses exigences de visa avec les exigences de visa Schengen, l'accès sans visa a été unilatéralement aboli pour les citoyens de la Tunisie, du Burundi, de l'Inde et de la Guinée-Bissau,,.

## Conditions générales d'entrée pour la Serbie
Voici les conditions d'entrée générales pour la Serbie :
- Passeport/document de voyage valide ;
- Visa valide dans le passeport, si un visa serbe est requis pour les titulaires de passeports du pays respectif ;
- Preuve de fonds suffisants pour rester en Serbie. Les fonds suffisants sont considérés comme étant de 50 euros par jour de séjour, prouvés par la possession du montant approprié en espèces, relevé bancaire, chèques de voyage, cartes de crédit ou lettre de garantie ;
- Certificat de vaccination ou une note indiquant qu'il n'a pas contracté de maladie contagieuse bien qu'il vienne d'une zone touchée par une pandémie, telle que définie par les informations du ministère de la Santé.
- Si des enfants mineurs voyagent avec l'un de leurs parents, il est nécessaire de présenter une autorisation certifiée conforme par l'autre parent ; ou si l'enfant voyage avec une tierce personne, une telle autorisation est requise des deux parents ou du tuteur ;
- Il est recommandé d'avoir une assurance maladie pour la durée du séjour en Serbie, couvrant les éventuels frais médicaux à hauteur d'au moins 20 000 euros.

## Nécessité de visa

### Exigences pour le visa touristique / d'affaires
Le visa touristique autorise son titulaire uniquement pour un voyage touristique et la visite de parents et/ou d'amis. Les titulaires d'un visa touristique ne sont pas autorisés à exercer des activités commerciales ou professionnelles en Serbie.
Exigences générales en matière de visa :
Passeport valide (le passeport doit être valide au moins 90 jours à compter de la date de délivrance du visa) Lettre d'invitation :
- pour une visite privée – lettre d'invitation [94] certifiée par l'autorité compétente de la république de Serbie
- pour une visite d'affaires – lettre d'invitation [95] par une entreprise en Serbie ;
- pour un voyage touristique – une preuve de paiement du voyage délivrée par une agence de voyages (voucher ou autre type de reçu de paiement) ;
- Formulaire de demande de visa rempli : (PDF)[96] ;
- Photo (taille 3.5x4.5 cm);
- Billet de retour ou itinéraire (copie du permis de conduire et de l'assurance si vous voyagez en voiture);
- Preuve de fonds suffisants pour rester en Serbie;
- Assurance santé
- Frais de visa.

Les demandes de visa doivent être soumises à l'ambassade ou au consulat général de la république de Serbie à l'étranger.
Pour la délivrance d'un visa de transit, vous devez avoir un visa d'entrée pour le pays dans lequel vous entrez après la république de Serbie. Dans le cas où un visa n'est pas requis pour ce pays, il vous sera demandé de présenter d'autres documents expliquant le but de votre visite là-bas.
La mission diplomatique et consulaire de la république de Serbie se réserve le droit de demander des documents supplémentaires. Les candidatures incomplètes ne seront pas acceptées.
Pour plus d'informations concernant la délivrance d'un visa, veuillez contacter la mission diplomatique-consulaire de la république de Serbie la plus proche.

### Exigences pour le visa de séjour temporaire / visa de travail
Toute personne souhaitant vivre et travailler en Serbie devra demander un permis de séjour temporaire (pour les ressortissants nécessitant un visa, un visa de séjour temporaire doit être obtenu avant l'entrée). Pour obtenir un visa temporaire à des fins d'emploi, vous devrez obtenir une offre d'emploi d'une entreprise ou d'un service gouvernemental serbe, ou d'une entreprise étrangère basée en Serbie. Les critères d'approbation d'un visa de travail comprennent des diplômes ou une expérience de travail appropriés, un contrat de travail sécurisé en Serbie, une preuve de moyens de subsistance adéquats en Serbie, une confirmation par la police que vous n'avez pas de casier judiciaire et un examen médical satisfaisant. Tous les documents officiels doivent être traduits en serbe.

### Exigences pour la résidence permanente
La résidence permanente en Serbie peut être acquise après cinq ans de résidence temporaire, trois ans de résidence temporaire si elle est mariée à un citoyen serbe et pour des raisons particulières.

## Inscription obligatoire
Si les voyageurs étrangers séjournent dans un hôtel, une auberge ou un autre hébergement commercial pendant leur visite en Serbie, ils ne sont pas tenus de s'enregistrer auprès de la police, car l'hébergement effectuera l'enregistrement en leur nom et délivrera un reçu le confirmant (s'il n'est pas automatiquement délivré, le voyageur doit en faire la demande). Lors d'un séjour dans un logement privé, le propriétaire de l'appartement/de la maison doit enregistrer l'étranger auprès du commissariat de police du quartier dans lequel se trouve la résidence (alternativement, le propriétaire peut délivrer une autorisation écrite à l'avance par l'intermédiaire d'un notaire pour que l'étranger s'inscrire). dans les 24 heures suivant l'entrée de l'étranger dans le pays. Le processus consiste à remplir un formulaire en ligne (également disponible dans les principaux commissariats de police) qui est signé et tamponné par un policier. Les visiteurs doivent conserver ce formulaire pendant leur séjour dans le pays, car il peut être contrôlé par la police à l'intérieur du pays et/ou à la sortie de Serbie. Ne pas terminer l'enregistrement peut entraîner une amende de RSD 5000-150000 (également pour le fournisseur d'hébergement/l'hôte), l'emprisonnement et/ou l'expulsion.

## Kosovo
Kosovo (albanais : Kosova [kɔˈsɔva] ou Kosovë [kɔˈsɔvə] ; serbe cyrillique : Косово [kôsoʋo]), officiellement la république du Kosovo (albanais : Republika e Kosovës ; serbe : Република Косово, romanisé : Republika Kosovo), est un État d'Europe du Sud-Est. Elle se situe au centre des Balkans. Le Kosovo a déclaré unilatéralement son indépendance de la Serbie le 17 février 2008,[14] et a depuis obtenu la reconnaissance diplomatique en tant qu'État souverain par 101 États membres des Nations unies. Il est bordé par la Serbie au nord et à l'est, la Macédoine du Nord au sud-est, l'Albanie au sud-ouest et le Monténégro à l'ouest.

## Statistiques de fréquentation
La plupart des visiteurs arrivant en Serbie pour le tourisme (en ne comptant que les clients des établissements d'hébergement touristique) provenaient des pays de nationalité suivants,, :
| Pays                                                | 2017      | 2016      | 2015      |
| --------------------------------------------------- | --------- | --------- | --------- |
| Bosnia and Herzegovina</img> Bosnia and Herzegovina | 108 058   | 100 579   | 87 397    |
| Turkey</img> Turkey                                 | 99 500    | 83 676    | 64 191    |
| Bulgaria</img> Bulgaria                             | 91 233    | 88 089    | 70 891    |
| Croatia</img> Croatia                               | 83 499    | 75 732    | 65 886    |
| Montenegro</img> Montenegro                         | 79 326    | 77 396    | 70 861    |
| Slovenia</img> Slovenia                             | 78 486    | 74 096    | 65 754    |
| Germany</img> Germany                               | 78 211    | 63 935    | 60 886    |
| Greece</img> Greece                                 | 67 395    | 61 749    | 43 869    |
| Romania</img> Romania                               | 66 747    | 53 053    | 44 225    |
| North Macedonia</img> North Macedonia               | 60 564    | 55 263    | 43 404    |
| Le total                                            | 1 497 173 | 1 281 426 | 1 132 221 |